# Paraphellia lineata
Paraphellia lineata är en havsanemonart som beskrevs av Alfred Cort Haddon och Shackleton 1893. Paraphellia lineata ingår i släktet Paraphellia och familjen Hormathiidae. Inga underarter finns listade i Catalogue of Life.